# 小川村ケーブルテレビ
小川村ケーブルテレビ（おがわむらケーブルテレビ）は、2009年12月25日にサービス開始した長野県上水内郡小川村が運営するケーブルテレビ局である。老朽化した共同視聴設備・有線放送電話の代替と情報格差の是正を目的に村内全域に整備する。2008年4月8日に信越総合通信局より認可が降りた。
伝送方式は、FTTHで地上デジタル放送6波（NHK総合、NHK教育、テレビ信州、長野朝日放送、信越放送、長野放送）の再送信を行う。

## サービスエリア
- 小川村全域
- ホームパス2,056端子。

## ヘッドエンド施設所在地
- 長野県上水内郡小川村大字高府8800-8
  - 小川村役場と同じ住所表記となっている。

## 通信機能等
- テレビ電話と告知放送機を兼ねる端末機が加入者各戸に設置され、役場等からのお知らせや村内の通話に利用されている。[3]